# (2001) Einstein
Einstein és el nom que rep l'asteroide número 2001, situat al cinturó d'asteroides.
Fou descobert per l'astrònom Paul Wild des de l'Observatori de Berna-Zimmerwald de Berna (Suïssa), el 5 de març del 1973. Forma part de la família d'Hungaria.
Fou anomenat així en honor d'Albert Einstein, físic creador de la Teoria de la Relativitat.